# مقبرة الباشورة (بيروت)
تُعتبر مقبرة الباشورة أو جبانة الباشورة من الجبانات الإسلامية القديمة، فقد كانت في البداية سد ترابي كبير وبدون سور يحميها إلى أن أحيطت بسور عام 1892، وقام بالسعي لبنائه الشيخ عبد الرحمن الحوت نقيب السادة الأشراف للمحافظة على حرمة قبور المسلمين.

## التسمية
يُقال إنّ اسمها يعود إلى مصطلحات عسكرية استخدمها المماليك قديمًا ذلك لأن الباشورة تُجمع بواشير، وهي كناية عن سدود رملية كانت تقام لمنع وصول الخيل أو السهام، وقد قال الشيخ عبد الرزاق البيطار في كتابه «حلية البشر في أعيان القرن الثالث عشر» إن أبناء بيروت من أهل الماضي كانوا يسمون هذه المقبرة «مقبرة سيدنا عمر»، كما سُمِيَ أول مسجد بنوه في بيروت بعد الفتح «بالجامع العمري»، وقال كاترمير أن الباشورة تسمى بالفرنسية "bastion" ومعناها البرج، بينما قال المقريزي في (السلوك 1/105) «ويجعل التراب داخل المدينة على حافة الحفر ليكون مثل الباشورة»، كما قال دوزي في «تكملة المعاجم العربية» إن الباشورة سد من التراب يمنع وصول الخيالة والرجالة والسهام إلى مواضع المحاربين، ولأن المشارقة لم يعرفوا الحصون البارزة فإن الباشورة بالأغلب عبارة عن متراس ترابي، وموقع مقبرة الباشورة الحالي مرتفع عن مستوى الطريق كما يظهر من جدار المقبرة الشمالي، والباشورة من المصطلحات المحدثة ولا توجد في لسان العرب وبالتالي لم تكن مستعملة أيام الفتح الإسلامي لبيروت.

## التاريخ

### مقبرة سيدنا عمر

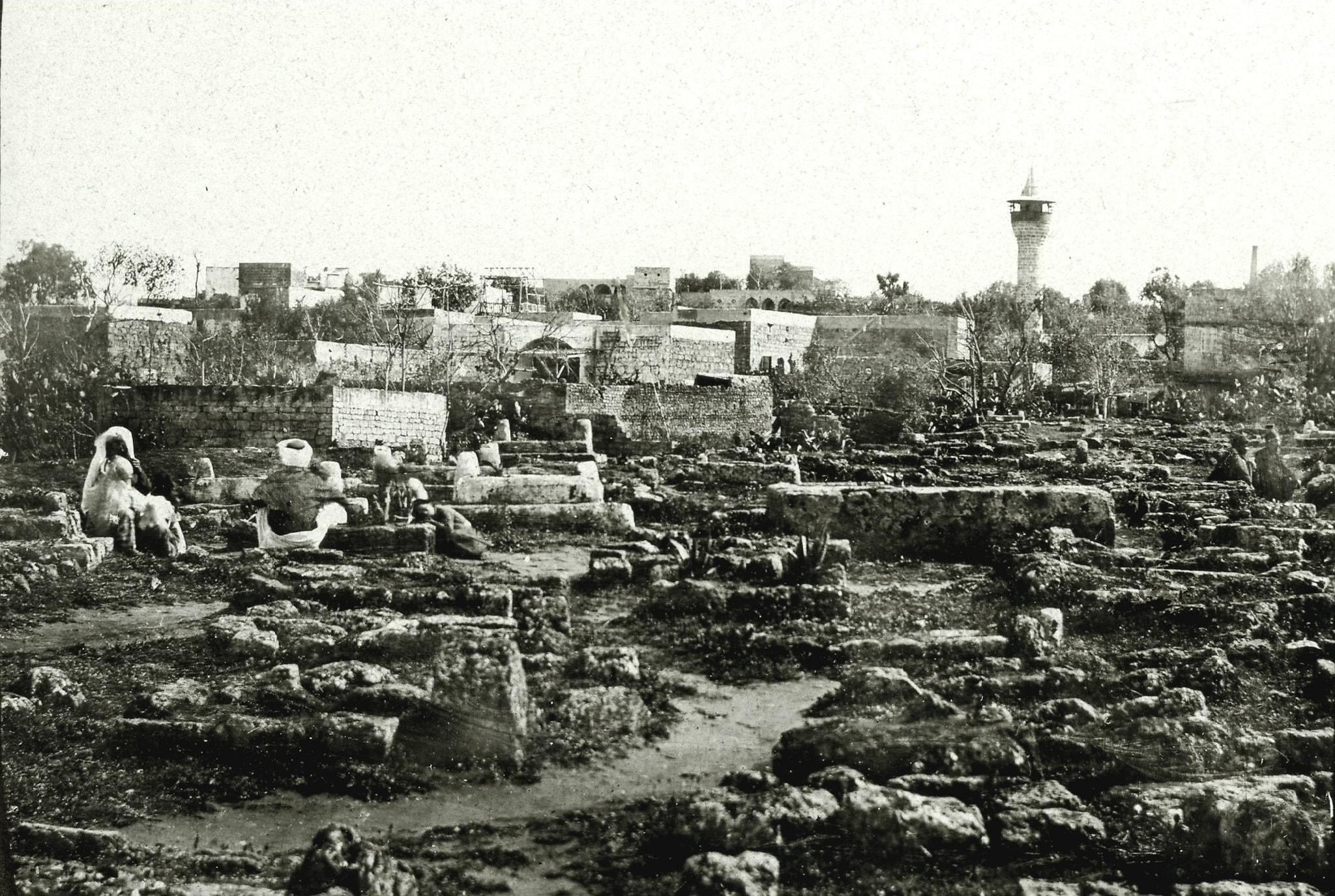
مقبرة الباشورة قُرابة سنة 1867م.

يعتقد الكثيرون أن المقبرة الأولى التي سميت مقبرة سيدنا عمر  كانت في المصلى قبل أن ينقل موضع الدفن إلى مقبرة الصحابة التي اكتُشفت بقاياها في ساحة رياض الصلح قبل نقل الدفن إلى مقبرة الباشورة، فمن الطبيعي بعد امتلاء مكان الدفن في مقبرة وكثرة العمران والبناء حولها أن يتم اختيار قطعة أرض ثانية للدفن وذلك في موضع بعيد نسبياً عن مركز السكن، لذلك اختيرت الأرض الواقعة خارج السور لتكون المقبرة الثانية للتابعين وتابعي التابعين.

### مقبرة أحمد حمدي باشا

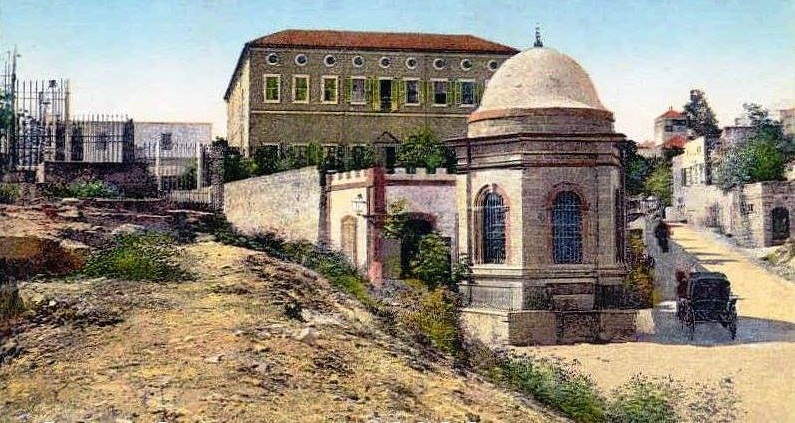
قبر الوالي أحمد حمدي باشا قبل إدخاله ضمن سور مقبرة الباشورة.

دُفِن الوالي العثماني أحمد حمدي باشا الذي حكم سوريا خلال الفترة 1874 إلى 1888 في هذه المقبرة، ويضم قبره نقوشًا ورسومات تعود إلى زمن الخلافة العثمانية، وكان حمدي باشا قد اتخذ من بيروت مقرًا لإقامته، حيث كانت بيروت في تلك الفترة تتبع جغرافيًّا وسياسيًّا وإداريًّا لولاية سوريا، وقد شهدت البلاد خلال فترة حكم الوالي أحمد حمدي عصر الرخاء في العلم والعمران بحسب ما يقول حسان حلاق -المؤرخ المتخصص في تاريخ لبنان وبلاد الشام- في حديث لوكالة الأناضول.
فداخل مقبرة شاسعة تضم مئات المدافن تعود لعائلات بيروتية وشخصيات سياسية وفنيّة وثقافية من الطائفة السُنيّة يظهر قبر عظيم مُغطّى بقبة عالية تطل على الشارع الرئيسي لمنطقة الباشورة في بيروت، ويضم القبر رفات الوالي أحمد حمدي، وداخل القبر توجد رسومات ونقوشات تدّل على مرور الحقبة العثمانية على بيروت، ويتميز طراز القبر بالعمران العثماني، كما كتبت عليه عبارات باللغة العثمانية القديمة وترجمة باللغة العربية، ويوجد فوق القبر مجسّم لطربوش نحاسي هو رمز للطربوش الذي كان يعتلي رأس الحاكم الراحل، ومع الأيام والتطور العمراني وتوسيع الطرقات تم نقل المقبرة بأكملها إلى داخل سور مدافن الباشورة لتصبح واحدة من تلك المدافن ويصبح ما يميزها هو ضخامتها وبنيانها الهندسي العريق الذي يشير إلى حقبة الخلافة العثمانية.

### الأضرار نتيجة العدوان الإسرائيلي سنة 2024
أُصيبت المقبرة ببعض الأضرار جرَّاء قصفٍ إسرائيليّ ليلة 2 أكتوبر 2024، ضمن اشتباكات حزب الله والدولة العبريَّة. ففي الليلة المذكورة استهدفت طائرة مُسيَّرة إسرائيليَّة مركز الهيئة الصحيَّة الإسلاميَّة التابع لحزب الله، والواقع في منطقة الباشورة في شقَّةٍ بإحدى الأبنية السكنيَّة، فتناثرت أحجار الشقَّة المُستهدفة وهبطت في المقبرة المُجاورة لها، فأصابت الكثير من القُبُور وحطَّمتها.

## الهندسة المعمارية

### الأبواب
لمقبرة الباشورة اليوم أربعة أبواب: اثنان منهما يُستعملان والآخران لا يُستعملان، بالنسبة للبابين الرئيسيين واحد منهما يقع في الناحية الشمالية من المقبرة إلى جهة الغرب يليه درج حجري ينتهي بسقيفة من الأسمنت المُسلَّح يستعملها المُشيعون للجنائز في واجبات التعزية بالميت، والباب الآخر من الجهة الجنوبية بالجدار الغربي وهذا الباب متصل مباشرةً بأرض المقبرة.

## مواقع خارجية
- جريدة اللواء عن مقبرة الصحابة (الباشورة)